# Frank Ganzera
Frank Ganzera (ur. 8 września 1947 w Dreźnie) – niemiecki piłkarz występujący na pozycji obrońcy.

## Kariera klubowa
Ganzera jako junior grał w zespole Lokomotive Drezno, a w 1966 roku trafił do Dynama Drezno. Przez 10 lat gry dla tego klubu, zdobył z nim trzy mistrzostwa NRD (1971, 1973, 1976) oraz Puchar NRD (1971). W 1976 roku odszedł do trzecioligowego Lokomotive Drezno, w którym rozpoczynał swoją karierę. Zakończył ją w 1978 roku.

## Kariera reprezentacyjna
W reprezentacji NRD Ganzera zadebiutował 8 grudnia 1969 w zremisowanym 1:1 towarzyskim meczu z Irakiem. W 1972 roku znalazł się w kadrze na Letnie Igrzyska Olimpijskie, podczas których reprezentacja NRD wywalczyła brązowy medal. W latach 1969–1973 w drużynie narodowej Ganzera rozegrał 13 spotkań.

## Źródła
- Profil na eu-football (ang.)
- Frank Ganzera w bazie National Football Teams (ang.)